# Newton (Massachusetts)
Newton è una città degli Stati Uniti d'America facente parte della contea di Middlesex nello stato del Massachusetts.
Fondata nel 1630 come parte di Cambridge, era nota come Cambridge Village nel 1688; fu ribattezzata Newtown nel 1691 e prese il suo nome attuale nel 1766. Divenne città nel 1873.
Nel sobborgo di Auburndale ha sede il Lasell College. È nota come "The Garden City" ("Città giardino").

## Sicurezza
Secondo la Morgan Quitno Press, Newton è la cittadina più sicura in assoluto negli USA.

## Località
Il territorio comunale comprende le seguenti località:
- Auburndale
- Chestnut Hill
- Newton Centre
- Newton Highlands
- Newton Lower Falls
- Newton Upper Falls
- Newtonville
- Nonantum
- Thompsonville
- Waban